# Евстафьев, Фёдор Фёдорович
Фёдор Фёдорович Евстафьев (1862—1941) — русский изобретатель и конструктор, Герой Труда.

## Биография
Родился 12 (24) октября 1862 года в городе Трубчевске, ныне Брянской области.
С 1877 года работал на брянском заводе «Арсенал». Затем работал бурлаком, плотогоном и столяром. С 1902 года принимал участие в революционных событиях в России. В 1903 году поступил на работу в паровозное депо Гомель. Затем работал здесь же деревомодельщиком. Будучи незаурядным человеком, изобретал приспособления для паровозов и железнодорожных путей. Евстафьев изобрел также домкрат для подъёма вагонов, искроулавливатель для паровоза, эстакаду для подачи угля на паровозы.
Разрабатывал он также изобретения для водного транспорта, увлекался авиастроением. Работая над усовершенствовании гребного колеса, Фёдор Евстафьев задумался над созданием аппарата, который бы с помощью лопастей передвигался не в воде, а в воздухе. В 1903 году приступил и в 1909 году закончил работу над собственным «геликоптером», который мог бы осуществлять вертикальные подъём и посадку, висеть в воздухе на необходимой высоте, а также передвигаться горизонтально. Модель воздушного аппарата метровой величины была направлена на Екатеринославскую выставку, состоявшуюся в 1910 году. 16 (29) августа 1910 года Евстафьев получил охранное свидетельство № 44753 на это изобретение, но не получил никакой поддержки в его постройке. 28 августа (10 сентября) 1912 года он получил привилегию (патент) на изобретение геликоптера, опубликованную за № 22272, которая в настоящее время хранится в Российской национальной библиотеке в Санкт-Петербурге. Привилегия позволяла на собственные средства изобретателя изготовить летательный аппарат в натуральную величину, но у Евстафьева такой возможности не было.
Спустя почти десять лет, 13 июня 1921 года, Евстафьев, являясь уже гражданином Советской России, подал заявку на своё изобретение, которая была подтверждена ещё через десятилетие — 31 июля 1932 года авторским свидетельством на изобретение за № 1429. В этот период он разрабатывал свой проект вертолета, рассчитанный на перевозку пассажиров, над которым трудился до 1940 года. Но автор «геликоптера» не дожил до реализации своей мечты.
В 1932 году он принимал участие в 1-м Всесоюзном съезде изобретателей в Москве. Федор Федорович Евстафьев умер 21 января 1941 года.
В 1984 году на фасаде административного корпуса локомотивного депо Гомеля установлена мемориальная доска, сообщающая о том, что здесь в паровозном депо с 1903 по 1933 годы работал Ф. Ф. Евстафьев.

## Награды
- Герой Труда (1928).
- Орден Трудового Красного Знамени (1932).